# Mathilde Krim
Mathilde Krim, Ph.D. (en hebreo: מתילדה קרים‎:  קרים; Como, Italia, 9 de julio de 1926-15 de enero de 2018) fue una investigadora médica estadounidense nacida en Italia, cofundadora de amfAR, la Fundación Americana para la Investigación sobre el sida.

## Biografía
Mathilde Krim, nació en Como, Italia, como Mathilde Galland. Durante su estancia en la Escuela de Medicina de la Universidad de Ginebra, en 1950, contrajo matrimonio con David Danon. Poco después de tener a su hija se asentaron en Israel.

## Trayectoria
En 1953 se doctoró en Biología por la Universidad de Ginebra, Suiza. De 1953 a 1959, desarrolló su investigación en citogenética y virus causantes de cáncer en el Instituto de Ciencia Weizmann en Israel, donde fue parte del equipo que desarrolló el primer método para la determinación prenatal del sexo.
Después de su divorcio, Mathilde se mudó a Nueva York y se unió al equipo de investigación de la Escuela Médica Universitaria de Cornell, siguiendo su matrimonio con Arthur B. Krim en 1958— abogado y miembro activo del Partido Democráta, y asesor de los presidentes John F. Kennedy, Lyndon Johnson, y Jimmy Carter.
Durante el curso de su matrimonio, Mathilde y Arthur Krim fueron personas muy activas en el movimiento por los derechos civiles en Estados Unidos, los movimientos para independencia en Rodesia y Sudáfrica, el movimiento LGTB, y en numerosos movimientos por los derechos humanos y civiles. En 1962 Krim desarrolló su labor como investigadora científica sobre el cáncer en el Instituto Sloan-Kettering y, de 1981 a 1985, fue la directora del laboratorio de interferón. Hasta hace poco, dirigía reuniones académicas como profesora Adjunta de Administración y Gestión de Salud Pública en la Escuela Mailman de Salud Pública de la Universidad de Columbia. [¿cuándo?]
Poco después de los primeros casos de lo que más tarde se conocería como sida, Mathilde reconoció que este nuevo virus sacaba a la luz graves cuestiones científicas y médicas y que podría tener importantes consecuencias sociopolíticas.
Krim se dedicó a aumentar la conciencia pública sobre el sida y a facilitar la comprensión de las causas, los medios de transmisión y el patrón epidemológico. Junto a Elizabeth Taylor,  fundó la Fundación Americana para la Investigación sobre el sida, contribuyendo generosamente con sus propios fondos, así como con sus habilidades para promover la conciencia pública sobre esta enfermedad.
A día de hoy Mathilde continúa trabajando en nombre de AmfAR en pro de la concienciación sobre el sida.
Mathilde ostentaba 16 doctorados honoris causa y recibió numerosos honores y distinciones. En agosto del 2000, el presidente Bill Clinton le otorgó la Medalla Presidencial de Libertad, el honor civil de más nivel en los Estados Unidos, en reconocimiento de su "compasión y compromiso extraordinarios". En 2003, Krim recibió el Premio por el Gran Servicio Público beneficiando a las Personas Desfavorecidas, un premio otorgado anualmente por Jefferson Adwards.